# Tetrabrachiidae
Tetrabrachiidae är en familj av fiskar som ingår i ordningen marulkartade fiskar (Lophiiformes). Enligt Catalogue of Life omfattar familjen Tetrabrachiidae 2 arter. 
Släkten enligt Catalogue of Life med var sin art:
- Dibrachichthys melanurus
- Tetrabrachium ocellatum